# Velden am Wörther See
Velden am Wörther See (Sl.: Vrba Vrbsko jezero) is een gemeente in de Oostenrijkse deelstaat Karinthië, gelegen in het district Villach-Land. De gemeente heeft ongeveer 8500 inwoners.

## Geografie
Velden am Wörther See heeft een oppervlakte van 52,97 km². Het ligt direct aan het begin van de Wörthersee ter plaatse ook wel in "de Bucht" genoemd. Aan de noordzijde bevinden zich de Ossiacher Alpen die een scheiding vormen tussen de Ossiachersee en de Wörthersee. Aan de westzijde van Velden strekt zich het Villacher land uit.

## Verkeer
Velden ligt op 25 km van Klagenfurt en is zowel per bus als trein bereikbaar. Station Velden am Wörther See ligt aan de Drautalspoorlijn Villach - Klagenfurt en wordt zowel door Intercity, Eurocity als stoptreinen gebruikt. De aanlegsteiger aan de Wörthersee wordt van midden mei tot midden oktober bediend door de STW, die bootdiensten aanbiedt naar o.a. Klagenfurt en Portschach.
De wegenstructuur wordt bepaald door de Süd Autobahn A2 (Villach - Klagenfurt -Wenen), de Norduferstrasse en de Suduferstrasse die om het meer liggen en elkaar in Velden Europaplatz tegenkomen. De B99 eindigt in Velden en takt in Velden zuid uit naar Schiefling, St. Egyden, Rosegg, St. Jakob in Rosenthal.

### Plaatsen in de gemeente
De gemeente Velden telt officieel 30 plaatsen (inwonertal 2001):
| - Aich (Dob), 142 - Augsdorf (Loga Vas), 478 - Bach (Potok), 102 - Dieschitz (Deščice), 122 - Dröschitz (Trešiče), 213 - Duel (Dole), 148 - Fahrendorf (Borovniče), 136 - Göriach (Gorje), 278 - Kantnig (Konatiče), 5 - Kerschdorf (Črešnje), 304 | - Köstenberg (Kostanje), 150 - Kranzlhofen (Dvor), 153 - Latschach (Loče), 145 - Lind ob Velden (Lipa), 783 - Oberdorf (Zgornja vas), 272 - Oberjeserz (Zgornje Jezerce), 176 - Oberwinklern (Vogliče), 145 - Pulpitsch (Polpače), 54 - Rajach (Sreje), 150 - Saisserach (Zajzare), 19 | - Sankt Egyden (Šentilj), 347 - Selpritsch (Žoprače), 769 - Sonnental, 367 - Sternberg (Šentjurij na Strmcu), 66 - Treffen (Trebinja), 79 - Unterjeserz (Spodnje Jezerce), 178 - Unterwinklern (Spodnje Vogliče), 80 - Velden (Vrba), 2.177 - Weinzierl (Vinare), 135 - Wurzen (Koren), 372 |

## Foto's

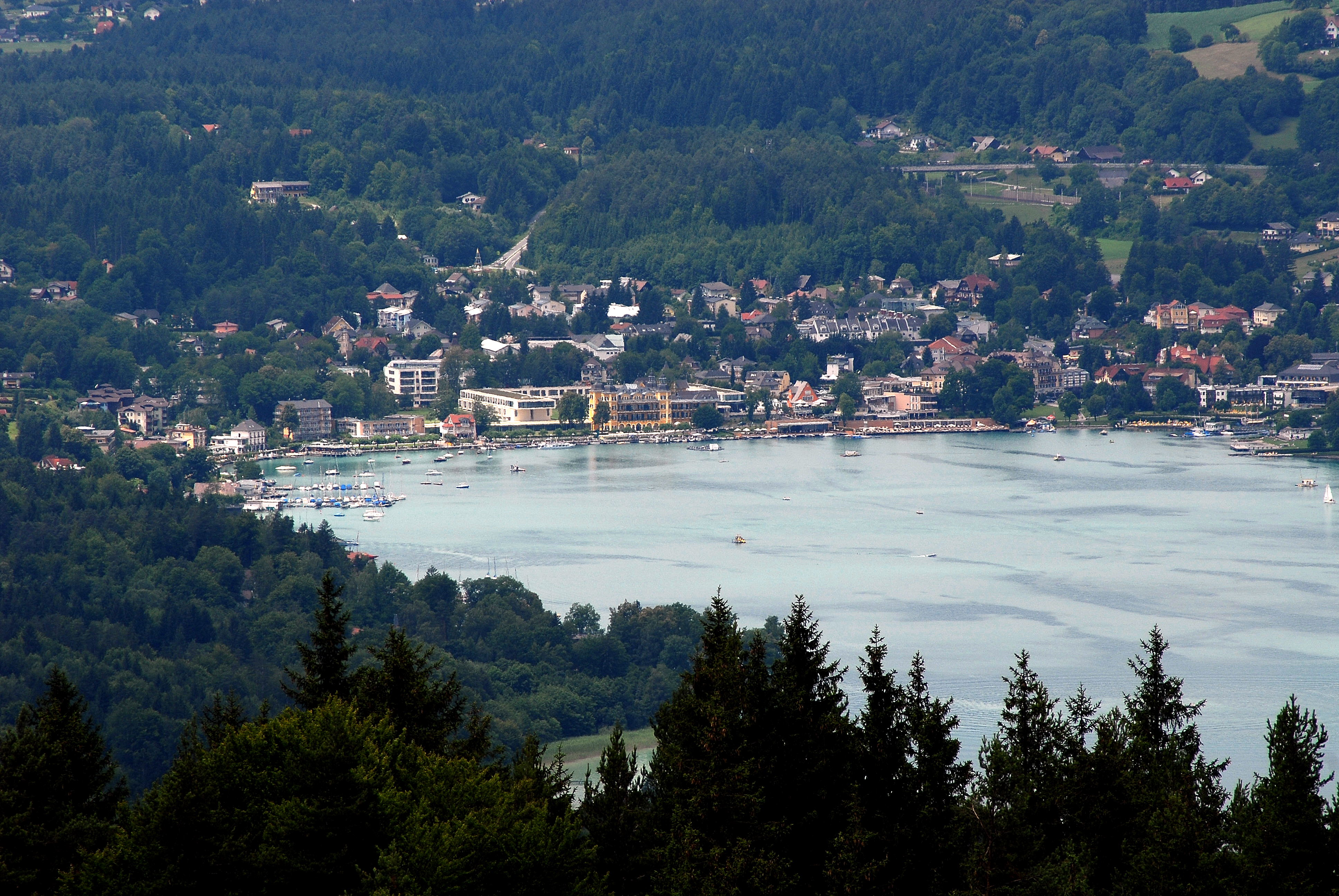
Velden
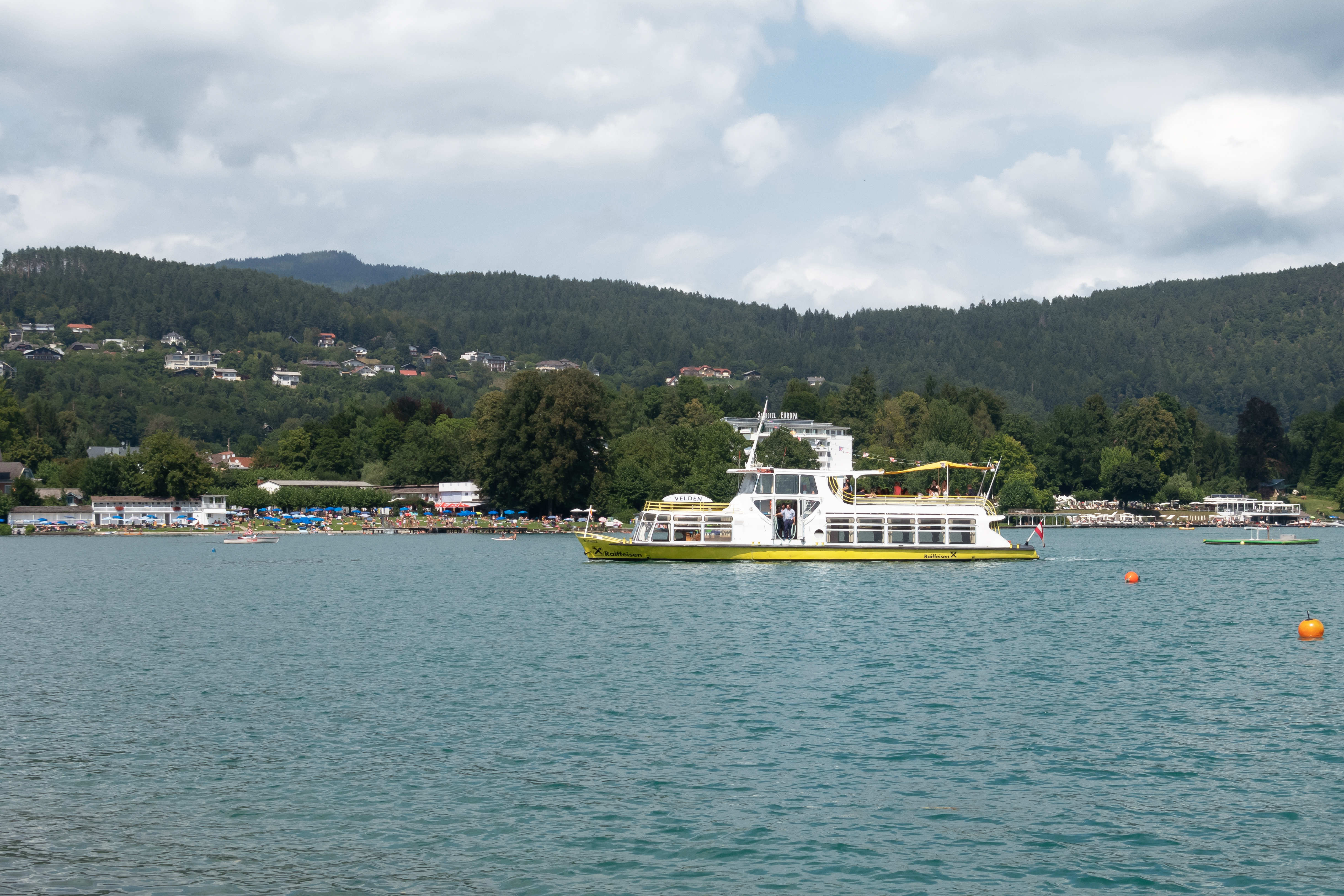
De Wörthersee bij Velden
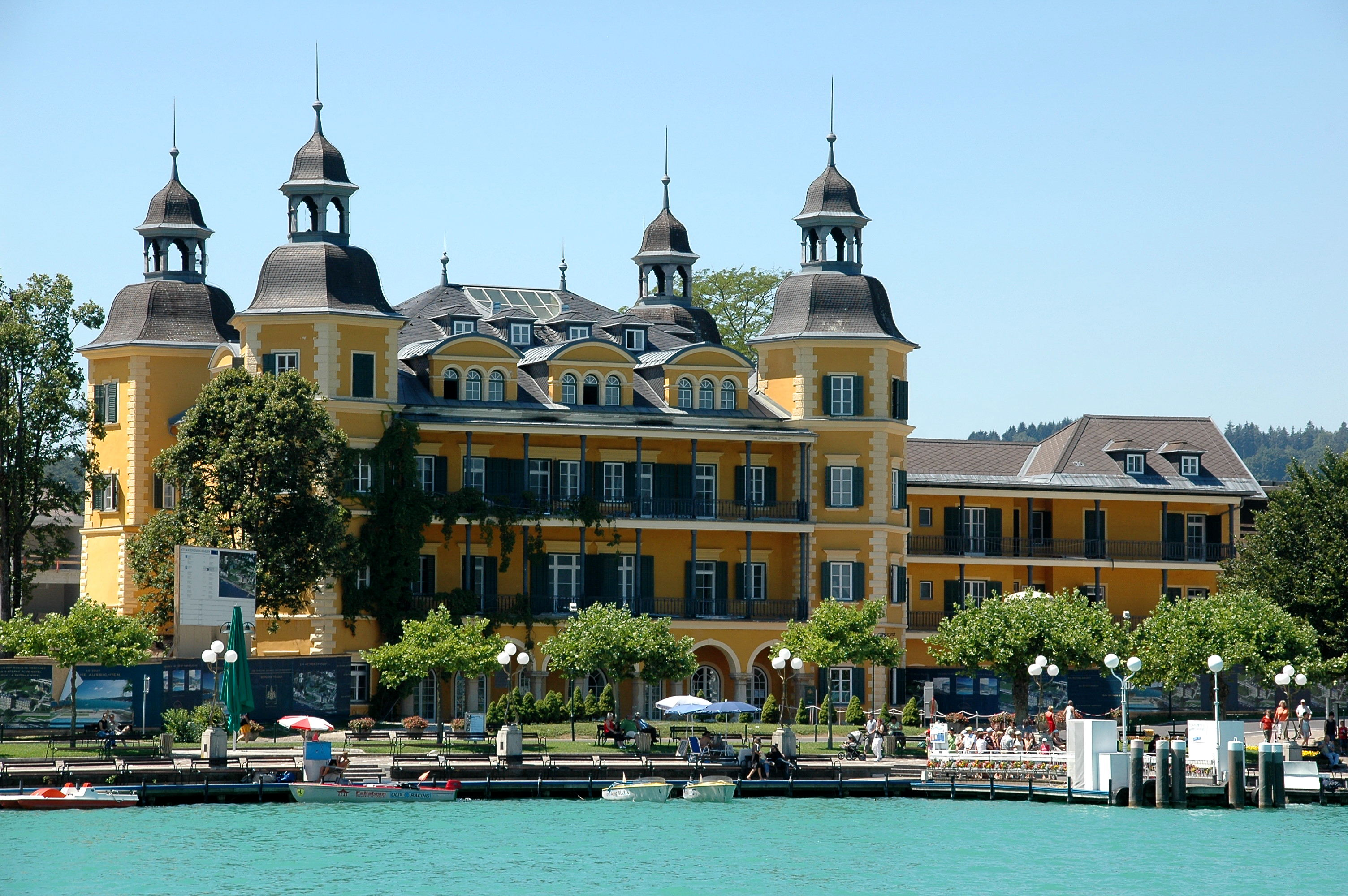
Schloss Velden
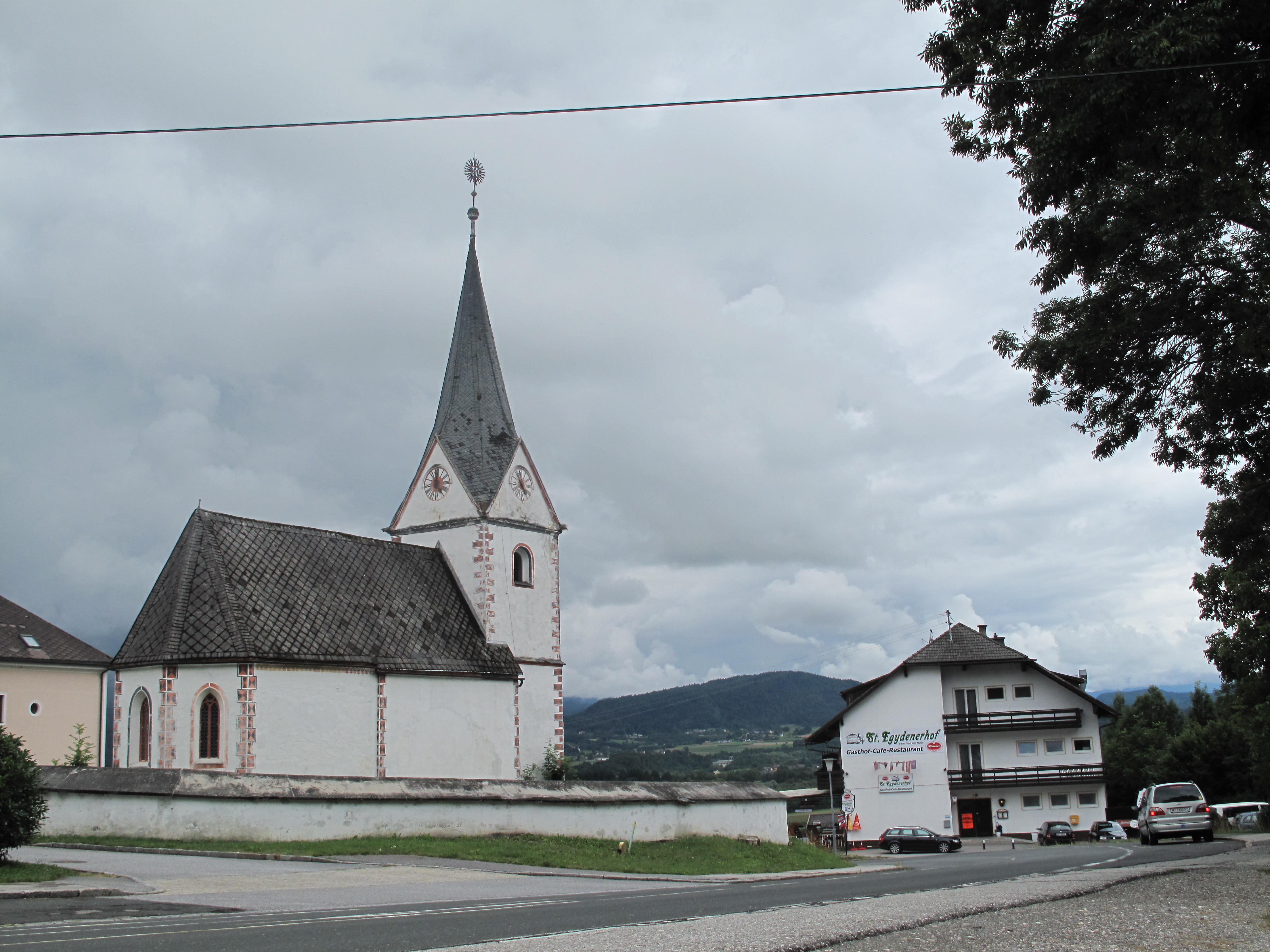
Sankt Egyden, kerk
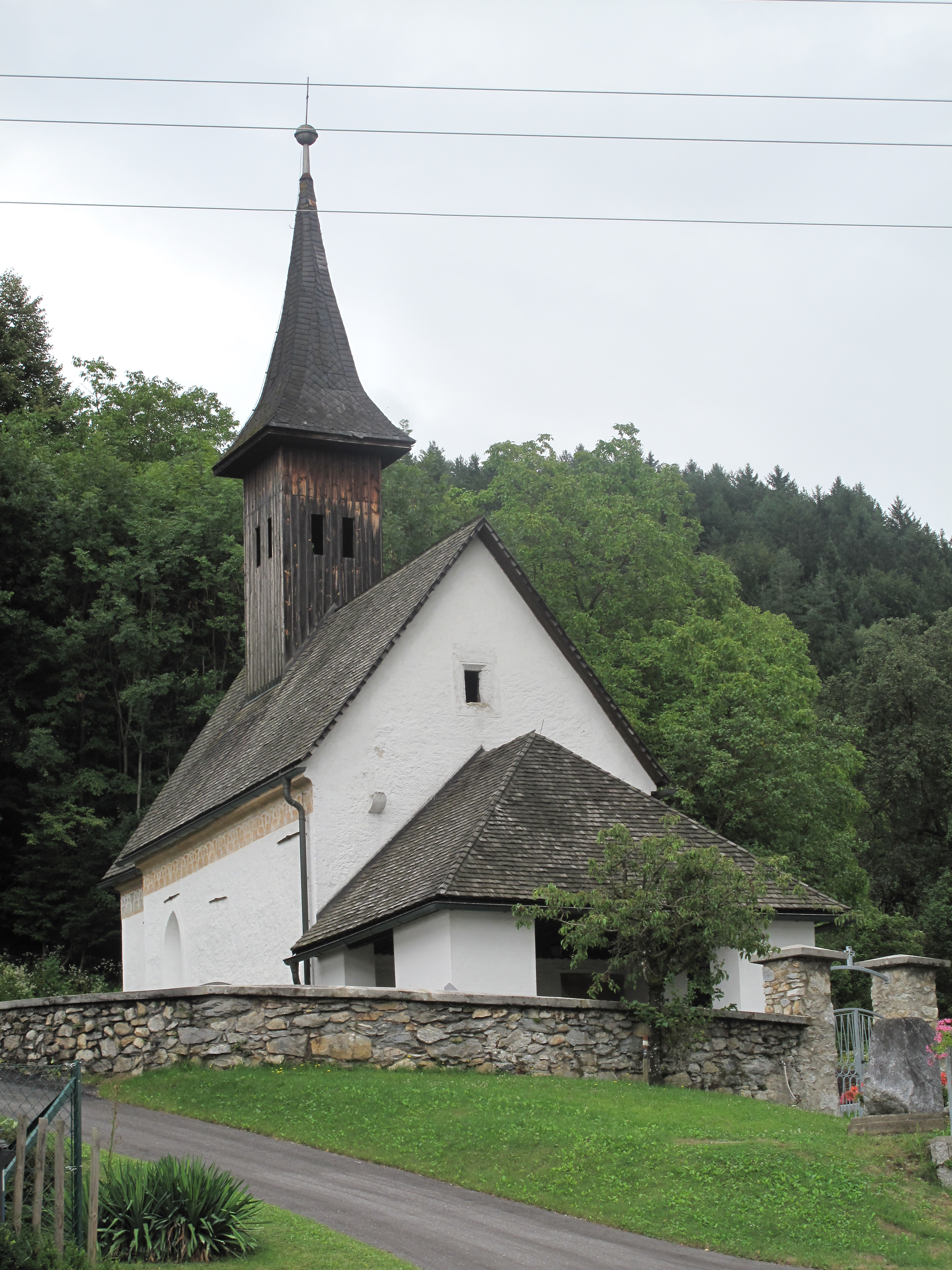
Latschach, kapel

- Gemeinsame Normdatei: 4108168-7
- Library of Congress Control Number: n89119022
- MusicBrainz: b9145360-9405-49c5-9a4c-fa12843c1347
- Nationale Bibliotheek van Tsjechië: ge759435
- Nationale Bibliotheek van Israël: 987007567579405171
- Virtual International Authority File: 144893604
- WorldCat: E39PBJrckfJKyvwDD7HX3h9bh3

Afritz am See · Arnoldstein · Arriach · Bad Bleiberg · Feistritz an der Gail · Feld am See · Ferndorf · Finkenstein am Faaker See · Fresach · Hohenthurn · Nötsch im Gailtal · Paternion · Rosegg · St. Jakob im Rosental · Stockenboi · Treffen am Ossiacher See · Velden am Wörther See · Weißenstein · Wernberg